# 大炳
大炳（英語：Tony Fish，1975年5月15日—2012年7月20日），本名余炳賢，台灣已故反串表演藝人，出生於臺中市。華岡藝校戲劇科畢業，以模仿與「嘴巴大」聞名；常常在綜藝節目中表演「用嘴含自己的拳頭」，也時常模仿政治人物或反串女藝人，後來因多次吸毒被捕，出獄後失去工作機會而轉往中國大陸發展。2012年7月20日因急性肺炎引發多重器官衰竭病逝北京，享年37歲。

## 演藝生涯
大炳於1975年5月15日出生，五專曾經就讀雲林工專機械製造科，之後轉學就讀華岡藝校戲劇科畢業。被製作人王偉忠發掘並簽下成為藝人，大炳在電視節目上經常模仿政治人物謝公秉、謝長廷；或反串女名人，如惠妮·休斯頓、陳文茜、林秀貞（阿卿嫂）、利菁或蔡琴，王偉忠認為，大炳在《三通教室》中模仿謝長廷，是他表演的巔峰。1999年前後，大炳和羅志祥、歐漢聲、賈靜雯以及何妤玟共同主持台視週末黃金時段綜藝節目《少年兵團 旗開得勝》，該節目在競爭激烈的台灣電視圈黃金時段異軍突起、獲得成功；後來節目製作人沈玉琳於2017年受訪時評論：「我那時候找的五個主持人都是小朋友，但是小兵立大功，真的是亂拳打死老師傅。」
2005年，大炳因數次模仿和反串的才華洋溢而被美國好萊塢看中，並邀請他參與美國好萊塢喜劇電影《哈拉猛男秀2：歐亞種馬》，並四秒鐘客串出演其中的亞洲猛男（Lil' Kim），與知名好萊塢諧星勞勃·許奈德同戲。當時他更受邀參加該片在賭城的首映會，登上國際舞台，成為台灣諧星第一人。
2011年，大炳因四度染毒，將演藝重心移往中國大陸，擔任河北衛視幕後工作。

## 爭議

### 吸毒事件
2007年2月2日，台北縣政府警察局警員前往台北市薇閣汽車旅館查緝販毒，發現大炳與一名藥頭相約交易毒品，並在大炳的手提袋內找到四小包安非他命；大炳與友人施宏潔被帶回調查，大炳坦承吸毒，檢方諭令以新台幣三萬元交保。3月6日，該名藥頭翟世偉被捕，他落網時坦承「大炳想『用』（吸食）安非他命時就會找我」，卻在警方製作筆錄時否認賣毒品給大炳；經移送板橋地方法院檢察署偵辦，檢方諭令以新台幣五萬元交保。
2009年4月17日，大炳在臺北縣青山商務汽車旅館因為吸食安非他命被捕，以限制居住交保，並提前解約而將退出演藝圈；大炳因「5年內再犯」將面臨徒刑3年以下的刑罰。
2010年4月12日，警方在大炳的住家搜到吸食器、海洛因和安非他命。
2011年3月3日，新北市政府警察局蘆洲分局鎖定一名販毒集團主嫌，前往其住所抄毒，破門時發現藝人大炳竟在場，警方也在現場查獲K他命、安非他命，大炳否認吸毒。3月20日，警方公布大炳尿液驗出4度吸毒，前經紀人沈玉琳說重話：「積重難返，好自為之」。8月11日，大炳被台北士林地方法院判刑6個月，得易科罰金。

## 逝世
2012年6月25日，大炳感染真菌，引發急性肺炎，住進北京协和医院；7月20日凌晨2時7分，因急性肺炎引發多重器官衰竭病逝，享年37歲，次日即火化，骨灰甕由弟弟小炳奉請回臺；因真菌性肺炎致死常為愛滋病患者的死因，有網友懷疑大炳可能罹患愛滋病造成免疫力下降，大炳的教會好友們駁斥了這個網路謠言，醫師也出面闢謠，稱大炳可能是因為長年吸毒而免疫力差，未必患有愛滋，7月30日，家屬與好友們為生前篤信基督教的大炳舉行追思禮拜。
大炳生前在台灣演出的最後一部電影《正面迎擊》於2013年正式上映，該片是一部動作紀錄片，是關於台灣熱血摔角的故事，大炳在片中作為一個摔角大會主持人，導演鍾權在影片的最後表示向大炳致敬，並說：「謝謝他為這群不善表達自己的摔角手和電影來的溫暖與歡樂。」

## 演出作品

### 電影
| 年 度 | 片 名                                  | 飾 演                      |
| ----- | -------------------------------------- | -------------------------- |
| 1999  | 《神探兩個半》                         |                            |
| 2005  | 《哈拉猛男秀2：歐亞種馬》（特別客串）  | 其中的亞洲猛男（Lil' Kim） |
| 2013  | 《正面迎擊》一部關於台灣熱血摔角的故事 | 摔角大會主持人             |

### 電視劇
| 年 度 | 播出頻道         | 劇 名                      | 飾 演              |
| ----- | ---------------- | -------------------------- | ------------------ |
| 2001  | 華視             | 麻辣鮮師（特別客串）第二代 | 仔仔               |
| 2002  | 華視             | 流星花園Ⅱ                  | 阿倫               |
| 2003  | 衛視中文台       | 第8號當舖                  | 蕭聲先             |
| 2008  | 台視             | 神機妙算劉伯溫             | 何禮               |
| 2008  | 台視、三立都會台 | 命中注定我愛你             | 陳律師（道格拉斯） |
| 2008  | 台視             | 懷玉傳奇 千金媽祖          | 小火子（九頭火龍） |
| 2008  | 台視、三立都會台 | 無敵珊寶妹                 | 阿牆               |
| 2009  | 台視             | 一代神相賴布衣             | 未知               |
| 2009  | 台視、三立都會台 | 敗犬女王                   | 羅密歐             |
| 2011  | 華視             | 拜金女王（特別客串）       | 記者               |

### 動畫配音
| 年 度 | 片 名                             | 飾 演                            |
| ----- | --------------------------------- | -------------------------------- |
|       | 超級電視台電視動畫《麻辣教師GTO》 | 鬼塚英吉（中文版第一季、第二季） |
|       | 迪士尼動畫電影《恐龍》            |                                  |
|       | 網路動畫《史艷文》                |                                  |

### 兒童節目
| 年 度 | 播出頻道                                              | 節 目       | 備 註 |
| ----- | ----------------------------------------------------- | ----------- | ----- |
|       | 年代生活產經台、TVBS、年代體育台、年代電視台、MUCH TV | 《魔法ABC》 | 短劇  |

### 其他演出
- 早年大炳曾在紅綾金粉劇團表演。
- 多次在台灣同志遊行表演。

## 音樂作品

### 單曲
- 《人魚》，2012年，大炳作詞作曲並演唱。

## 主持作品

### 廣播節目
| 年 度 | 播出頻道   | 節 目            | 備 註  |
| ----- | ---------- | ---------------- | ------ |
|       | 台北之音   | 《台北7-up》     | 主持人 |
|       | 東森廣播網 | 《娛樂心得報報》 |        |
|       | 勁悅廣播   | 《爵士頑童》     |        |

### 綜藝節目
| 年 度      | 播出頻道     | 節 目                 | 備 註                                                                    |
| ---------- | ------------ | --------------------- | ------------------------------------------------------------------------ |
|            | 台灣電視公司 | 《我秀我秀我秀秀秀》  |                                                                          |
|            | 台灣電視公司 | 《賞味大作戰》        |                                                                          |
| 1999年前後 | 台灣電視公司 | 《少年兵團 旗開得勝》 |                                                                          |
|            | 中國電視公司 | 《童話世界》          |                                                                          |
|            | 中國電視公司 | 《學校沒教的事》      |                                                                          |
|            | 中國電視公司 | 《我猜我猜我猜猜猜》  | 外景主持人                                                               |
|            | 中國電視公司 | 《偶像大勝戰》        |                                                                          |
|            | 中國電視公司 | 《電視大國民》        | 助理主持                                                                 |
|            | 中視二台     | 《下班我最大》        | 短劇                                                                     |
|            | 中視二台     | 《頭號娛樂》          |                                                                          |
|            | 中華電視公司 | 《當我們同在一起》    |                                                                          |
|            | 中華電視公司 | 《幸運百分百》        |                                                                          |
|            | 民視無線台   | 《喜劇有限公司》      |                                                                          |
| 2001       | 民視無線台   | 《青春大王》          | 獲第36屆金鐘獎最佳諧趣節目主持人提名                                     |
| 2001       | MUCH TV      | 《搞笑 VERY MUCH》    | 獲第36屆金鐘獎最佳綜藝節目主持人提名                                     |
|            | 台灣公共電視 | 《台灣生活通》        |                                                                          |
|            | 中天電視     | 《2100全民亂講》      |                                                                          |
|            | 中天電視     | 《全民最大黨》        |                                                                          |
|            | 中天電視     | 《全民大悶鍋》        | 曾在該節目中模仿謝公秉、謝長廷，反串陳文茜、林秀貞（阿卿嫂）、利菁、蔡琴 |
|            | 中天電視     | 《康熙來了》          | 曾在該節目中反串惠妮·休斯頓                                              |
|            | 三立都會台   | 《008情報王》         | 助理主持                                                                 |
|            | 緯來綜合台   | 《電玩快打》          |                                                                          |
|            | 河北卫视     | 《综艺大登殿》        | 评委                                                                     |

## 獎項
| 年份   | 獲提名            | 獎項                           | 結果 |
| ------ | ----------------- | ------------------------------ | ---- |
| 2001年 | 《搞笑Very Much》 | 第36屆金鐘獎最佳綜藝節目主持人 | 提名 |
| 2001年 | 《青春大王》      | 第36屆金鐘獎最佳諧趣節目主持人 | 提名 |

## 外部連結
- 大炳在互联网电影资料库（IMDb）上的資料（英文）
- 大炳在香港影庫上的簡介
- 大炳在豆瓣上的资料（简体中文）
- 大炳在时光网上的簡介（简体中文）